# Cité-centre (Genewa)
Cité-centre - centrum Genewy, złożone z czterech części:
- stare miasto z katedrą Saint Pierre
- Rues basses i Rive
- Tranchées i Saint-Léger
- Hollande – dzielnica bankowa